# Marie Bobillier
Marie Bobillier, (Lunéville (Gran Est.) 12 d'abril, 1858 - París, 4 de novembre, 1918), fou una musicòloga i crítica musical francesa, que escriu sota el pseudònim de Michel Brenet.

## Biografia
Nascuda de pare militar, capità després coronel d'artilleria, Marie Bobillier, filla única, va passar la seva infantesa a diverses ciutats, sobretot Estrasburg i Metz, i finalment es va establir a París el 1871. Va aprendre el piano, però va patir una escarlatina a la l'edat de tretze anys, la va deixar discapacitada i va influir en la seva decisió de dedicar la seva vida a la investigació, després d'haver assistit als concerts de Pasdeloup. És una de les primeres musicòlogues franceses.
La seva primera publicació, Histoire de la symphonie à orchestra (1882), va guanyar un premi a Brussel·les (Reial Acadèmia de Bèlgica), consolidant la seva reputació cada cop més gran en els cercles musicològics francesos. Dotada d'un mètode rigorós, a partir de les fonts i documents més fiables, va publicar una sèrie de publicacions –diversos estudis preciosos dedicats a la música vocal– dedicades a Ockeghem, Goudimel, Palestrina (1906), Sébastien de Brossard, Haendel, Haydn, Grétry i Berlioz. Bobillier també va abordar la música instrumental clàssica i medieval i va deixar un valuós i independent Diccionari pràctic i històric de la música, completat i publicat per Amédée Gastoué el 1926.
El seu llibre titulat Apunts sobre la història del llaüt a França va obrir el camí per a posteriors investigacions en aquest àmbit.
Les seves obres principals són Les musiciens de la Sainte-Chapelle du Palais (“la seva obra mestra” segons La Laurencie. Els concerts a França sota l'antic règim i La librairie musicale en France de 1653 à 1790,, d'on va donar la prova de la seva gran erudició i de la seva competència com a historiadora de la música. Jean-Marie Fauquet resumeix el treball de Marie Bobillier en una frase: és d'un nivell de qualitat excepcional, tant pel que fa a la varietat de temes tractats com pel que fa al mètode aplicat.
Com a crítica o musicòloga, va col·laborar amb diaris com "L'Année musicale" (entre 1911 i 1913, del qual va ser una de les fundadores amb Jean Chantavoine (1877–1952), Louis Laloy i Lionel de La Laurencie, sobretot va escriure hi ha bibliografies d'obres franceses, alemanyes, angleses i italianes), la "Revue musicale", la "Revue de musicologie", els Arxius històrics, artístics, literaris, el Corresponsal, el Courrier musical, la Guia de concerts, el Journal musicale, Le Ménestrel i la Tribune de Saint-Gervais (el butlletí mensual de la Schola Cantorum), etc.; a l'estranger, va col·laborar amb "Rivista Musicale Italiana" i "Musical Quarterly". També col·labora a l'Enciclopèdia de Música Lavignac. Amb una personalitat molt reservada i mentre "l'escenari li feia por", va fer unes quantes conferències; però declinà la seva participació en societats cultes.
Va deixar notes, cites i declaracions, acumulades al llarg de la seva recerca, enquadernades després de la seva mort en dinou volums, i conservades sota el nom de Documents sobre la història de la música a la Biblioteca Nacional.
El seu pseudònim prové del poble de Doubs, les Brenets, d'on prové la seva família paterna.

## Obres
Monografies
- Histoire de la symphonie à orchestre : depuis ses origines jusqu’à Beethoven inclusivement (pdf) (en francès).  Paris: Gauthier-Villars, 1882, p. 168. OCLC 3797930.
- Grétry (pdf) (en francès).  Bruxelles: F. Hayez, 1884, p. 287. OCLC 606230105.
- Deux pages de la vie de Berlioz (en francès).  Paris: L. Vanier, 1889, p. 72. OCLC 12737478.
- Jean de Ockeghem (en francès).  Nogent-le-Rotrou: impr. de Daupeley-Gouverneur, 1893, p. 32. OCLC 491487575.
- Sébastien de Brossard (en francès).  Genève: (Nogent-le-Rotrou, 1896) Éditions Minkoff, 1998, p. 53. ISBN 2-8266-0934-3. OCLC 40551890.
- Claude Goudimel (en francès).  Paris/Tours: (Besançon, P. Jaquin, 1898) Éditions Coderg / Librairie Ars Musicale, 1982, p. 46. OCLC 11853533.
- La musique dans les couvents de femmes depuis le moyen âge jusqu’à nos jours (conférence , Tribune de Saint-Gervais, iv (1898), 25, 58, 73) (en francès).  Paris: Bureaux de la Schola cantorum, 1898, p. 18. OCLC 44851066.
- Notes sur l’histoire du luth en France (Rivista Musicale Italiana, v (1898), 637–76; vi (1899), 1–44 – et Turin, 1899) (en francès).  Genève: Éditions Minkoff, 1973, p. 83. ISBN 2-8266-0057-5. OCLC 729882.
- La musique sacrée sous Louis XIV (conférence) (en francès).  Paris: Bureau d'edition de la Schola Cantorum, 1899, p. 17. OCLC 24950631.
- Les concerts en France sous l’ancien régime (pdf) (en francès).  Paris: Fischbacher, 1900, p. 407.
- La jeunesse de Rameau (Rivista Musicale Italiana, ix (1902), 658–93, 860–87; x (1903), 62–85, 185–206) (en francès).  Turin: Fratelli Bocca Editori, 1902, p. 109. OCLC 812640.
- Palestrina (pdf) (en francès).  Paris: F. Alcan, 1906, p. 229. OCLC 6150626.
- La librairie musicale en France de 1653 à 1790, d’après les registres de privilèges (Sammelbände der Internationalen Musikgesellschaft, viii (1906–7), 401–66) (en francès), 1907, p. 65. OCLC 844123473.
- La plus ancienne méthode française de musique : L’art, science et pratique de plaine musique (Jacques Moderne, ca. 1530) avec introduction et appendice (en francès).  Paris: Bureaux d'édition de la Schola Cantorum, 1907, p. 32. OCLC 458585958.
- Haydn (pdf) (en francès).  Paris: F. Alcan, 1909, p. 207. OCLC 9116365.
- Les musiciens de la Sainte-Chapelle du Palais (pdf) (en francès).  Genève: Éditions Minkoff, 1973, p. 379. ISBN 2-8266-0041-9. OCLC 1149112.
- Musique et musiciens de la vieille France (pdf) (en francès).  Paris: F. Alcan, 1911, p. 249. OCLC 3201267. Conté: Les musiciens de Philippe le Hardi, Jean de Ockeghem, maître de la chapelle des rois Charles VII et Louis XI, i Essai sur les origines de la musique descriptive par Jacques Mauduit
- Haendel (pdf) (en francès).  Paris: H. Laurens, 1912 ; 1930, p. 126. OCLC 2714575.
- Musiciens d’autrefois (Paris, 1912)
- La musique militaire (pdf) (en francès).  Paris: H. Laurens, 1917, p. 126. OCLC 1978378.
- Dictionnaire pratique et historique de la musique (complété par A. Gastoué) (pdf) (en francès).  Paris: Armand Colin, 1926, p. 487. OCLC 4530106.

## Articles
- Gounod et la musique sacrée ?, Le Correspondant, 10 de desembre de 1893 p. 965–986. (BNF 38717660)
- « Quatre femmes musiciennes » : Jacquet de La Guerre, Hélène de Montgeroult, Louise Bertin, Louise Farrenc, L’Art 2a sèrie, volum 4 (1894), p. 107-112, 142-147 et 177-183/183-187, Jacquet de La Guerre, Hélène de Montgeroult, Louise Bertin et L. Farrenc
- Les Opéras féminins, "Gazette musicale de la Suisse Romande", 28 de febrer de 1895, p. 68–72.
- Jean Mouton, Tribune de Saint-Gervais 5 (1899), pàg. 323-334.
- Guy d'Arezzo, Pontus Teutonicus i abat Odon, Tribune de Saint-Gervais 8 (1902), pàg. 121.
- "L'amitié de Berlioz et de Liszt", Guia Musical 50 (1904), pàg. 595–687.
- «Deux comptes de la chapelle-musique des rois de France». Sammelbände der Internationalen Musikgesellschaft [Leipzig], 6, octubre-desembre 1904, pàg. 1–31. ISSN: 1612-0124. JSTOR: 929008. OCLC: 6733321354..
- «Les débuts de l'abonnement de musique». Mercure musical [Paris], 2, octubre 1906, pàg. 256–273. ISSN: 1763-7287. OCLC: 843350862.
- " Essai sur les origines de la musique descriptive ", Rivista musicale italiana, volum XIV, fascicle. 4 1907 (llegir en línia)
- "Mme de Genlis musicienne" Revue musicale S.I.M. 2 (1912), pàg. 1–14 llegir en línia.
- "L'Année musicale " (F. Alcan)
  - L'Année musicale 1911 vol. 1 a archive.org
- Deux traductions françaises inédites des institutions harmoniques de Zarlino  (1911) p. 125–144.
  - L'Année musicale 1912 vol. 2 a archive.org
- Participa només en la bibliografia
  - L'Année musicale 1913 vol. 3 a archive.org
- Bibliographie des bibliographies musicales, Any Musical (1913), pàg. 1–152. (BNF 42877079)

## Editor
Marie Bobillier va publicar partitures d'Alexandre-Pierre-François Boëly per a M. Senart (abans de 1909):
- 30 caprices, opus 2 (1816)[13]
- 24 pièces pour piano, opus 22 (1858)[14]
- Pièces pour piano, opus 34 (1810)[15]
- Pièces pour piano, opus 47 (1846)[16]
- Pièces pour piano, opus 48 (1848–51)[17]
- Pièces pour piano, opus 50 (1816–1854)[18]
- Pièces pour piano, opus 51 (1853)[19]
- Pièces pour piano, opus 52 (1853)[20]
- Pièces pour piano, opus 55 (1855)[21]